# Teatro de improvisação
Teatro de improviso, espontâneo ou de improvisação é um teatro todo, ou parcialmente, baseado na técnica de improvisar, ao invés de se basear na dramaturgia. A técnica consiste em o ator interpretar algo que não foi previamente pensado, escrito e/ou elaborado. Mas existem diversos níveis de improvisação no teatro. Podendo ser interpretado a partir de personagens previamente estudados e conhecidos, como é o caso da Commedia dell'arte, pode ser através de jogos dramáticos com temas escolhidos previamente até a improvisação total de movimento e voz, que seria a expressão corporal
No teatro de improvisação, se é entregue um roteiro, que compõe somente as ações do personagem e a história da peça. Diferente do teatro que se vê normalmente, que se é entregue um texto que precisa ser decorado e falado.
O ator entra em cena com pouco, ou nenhum, material dramatúrgico previamente elaborado e vai aprofundar aquilo em cena. Mas toda ideia de improvisação no teatro pode entrar em contradição, já que para o ator improvisar ele precisa de um estudo e de um aprofundamento técnico grande. O ator só iria reorganizar elementos já estudados previamente, para dar a impressão de improviso.
Então o teatro do improviso é a reorganização das vivencias e da evolução técnica do ator em cena, sem ter nada escrito, filmado ou documentado de alguma maneira, além da memória. São materiais interiorizados que são exteriorizados, reorganizados e aprofundados na hora da cena e essa interiorização não acontece apenas no passado, mas também no exato momento cênico de improvisação. E existe um ciclo de interiorização de estímulos, esses estímulos são codificados afetivamente e/ou racionalmente e voltam a se exteriorizar com novas organizações e expressões. Tudo acontecendo no presente, no momento da cena.
A técnica de improviso é usada no teatro desde suas raízes mais remotas com teatro ritual, à Baco.. Passando pela Commedia dell'arte em meados do século XVI (que era chamada de Commedia all improviso) e não teve nenhuma dramaturgia por séculos. Passando por severas modificações e estudos por Jerzy Grotowski do Living Theatre e consolidou bastante as tecnicas nos anos 1960 e 1970..
Já o Improviso cômico, que se tornou muito popular tanto no Brasil quanto no resto do mundo, tem base em escolas como Second City, Loose Moose, Boom Chicago, Harold, Comedy Store, Theather Sports e no estudo comandando por nomes tais Del Close, Viola Spolin, Neva Boyd, Frank Totino e Keith Johnstone. No país esse estudo seguiu com os Doutores da Alegria, Jogando no Quintal, Z.É., Improvável e outros (vide grupos).

## Grupos que utilizam a técnica no Brasil
- Os Bardoso - Cia. de Teatro, Humor e Improviso
- Z.É. Zenas Emprovisadas
- Cia. Barbixas de Humor
- Doutores da Alegria
- Companhia do Chapitô
- Núcleo de Improvisação (Dança)

## Programas de TV com improvisadores como base
- É Tudo Improviso
- Quinta Categoria
- Tudo É Possível (Quadro)
- TV Xuxa (Quadro)

## Modalidades de Improviso
- Jogos de Improviso (Jogos Curtos, de comédia)
- Longform (improviso em formato longo, um espetáculo inteiro dentro do mesmo tema)
- Match de improvisação
- Catch de improvisação
- Clowns
- Commedia dell'arte
- Psicodrama
- Improvisação de contato (Dança)
- Poesia oral improvisada

## Principais improvisadores brasileiros
- Anderson Bizzocchi
- Bruno Motta
- Daniel Nascimento
- Elidio Sanna
- Fernando Caruso
- Gregório Duvivier
- Marcelo Adnet
- Márcio Ballas
- Rafael Queiroga
- Tatá Werneck
- Alex Neves
- Lucas Paschoal